# Ташлинский район
Ташли́нский райо́н — административно-территориальная единица в Оренбургской области России. В границах района образован одноимённый муниципальный район.
Административный центр — село Ташла.

## География
Расположен район в юго-западной части Оренбургской области. Граничит с Первомайским, Сорочинским, Новосергиевским, Илекским, Тоцким районами области, а по реке Урал — с Бурлинским районом Западно-Казахстанской области республики Казахстан.
Протяженность границы Ташлинского района составляет 407,3 км. Площадь 3441 км².

## История
Район образован в 1934 году.

## Население
| 2002    | 2003    | 2004    | 2009    | 2010    | 2012    | 2013    | 2014    | 2015    |
| ------- | ------- | ------- | ------- | ------- | ------- | ------- | ------- | ------- |
| 26 886  | ↗26 900 | ↘26 800 | ↘26 728 | ↘25 281 | ↘25 131 | ↘25 032 | ↘24 881 | ↘24 602 |
| 2016    | 2017    | 2018    | 2019    | 2020    | 2021    |         |         |         |
| ↘24 416 | ↘24 101 | ↘23 835 | ↘23 480 | ↘23 248 | ↘20 496 |         |         |         |

### Национальный состав по переписи 2020[18]
Всего указавшие национальность - 20 363 чел.
Русские — 16 912 - 83,0 %, казахи — 1 362 - 6,8 %, татары — 936 - 4,6 %, украинцы — 249, мордва — 311, армяне — 266, остальные меньше 1 %.

## Территориальное устройство
Ташлинский район как административно-территориальная единица области включает 18 сельсоветов.
Ташлинский муниципальный район включает 18 сельских поселений:
| №  | Муниципальное образование | Административный центр | Количество населённых пунктов | Население (чел.) | Площадь (км²) |
| -- | ------------------------- | ---------------------- | ----------------------------- | ---------------- | ------------- |
| 1  | Алексеевский сельсовет    | село Алексеевка        | 1                             | ↘919             | 124,49        |
| 2  | Благодарновский сельсовет | село Благодарное       | 2                             | ↘735             | 152,75        |
| 3  | Болдыревский сельсовет    | село Болдырево         | 3                             | ↘775             | 222,10        |
| 4  | Бородинский сельсовет     | село Бородинск         | 1                             | ↘457             | 113,69        |
| 5  | Вязовский сельсовет       | село Вязовое           | 3                             | ↗825             | 169,25        |
| 6  | Заречный сельсовет        | село Заречное          | 1                             | ↘456             | 130,05        |
| 7  | Калининский сельсовет     | посёлок Калинин        | 4                             | ↘1542            | 228,41        |
| 8  | Кинделинский сельсовет    | село Кинделя           | 1                             | ↘1250            | 265,26        |
| 9  | Новокаменский сельсовет   | село Новокаменка       | 4                             | ↘1084            | 285,81        |
| 10 | Придолинный сельсовет     | посёлок Придолинный    | 2                             | ↘612             | 176,36        |
| 11 | Ранневский сельсовет      | село Раннее            | 3                             | ↘763             | 240,30        |
| 12 | Степановский сельсовет    | село Степановка        | 3                             | ↘667             | 155,80        |
| 13 | Степной сельсовет         | посёлок Степной        | 3                             | ↘1507            | 315,28        |
| 14 | Ташлинский сельсовет      | село Ташла             | 2                             | ↘7460            | 122,59        |
| 15 | Трудовой сельсовет        | село Трудовое          | 2                             | ↘1021            | 141,94        |
| 16 | Чернояровский сельсовет   | село Черноярово        | 3                             | ↘845             | 249,31        |
| 17 | Шестаковский сельсовет    | село Шестаковка        | 2                             | ↘357             | 93,27         |
| 18 | Яснополянский сельсовет   | посёлок Ясная Поляна   | 4                             | ↘1528            | 253,83        |

## Населённые пункты
Распределение населения района:
 Ташла  (35,87 %) Кинделя  (6,10 %) Степной  (5,71 %) Алексеевка  (4,48 %) Калинин  (4,38 %) Трудовое  (4,25 %) Остальные (39,21 %)
В Ташлинском районе 44 населённых пункта.
| №  | Населённый пункт  | Тип     | Население | Муниципальное образование |
| -- | ----------------- | ------- | --------- | ------------------------- |
| 1  | Алексеевка        | село    | ↘919      | Алексеевский сельсовет    |
| 2  | Баширово          | село    | 228       | Шестаковский сельсовет    |
| 3  | Благодарное       | село    | 655       | Благодарновский сельсовет |
| 4  | Болдырево         | село    | 445       | Болдыревский сельсовет    |
| 5  | Бородинск         | село    | ↘457      | Бородинский сельсовет     |
| 6  | Буренино          | село    | 343       | Новокаменский сельсовет   |
| 7  | Восходящий        | посёлок | 320       | Яснополянский сельсовет   |
| 8  | Вязовое           | село    | 558       | Вязовский сельсовет       |
| 9  | Жигалино          | село    | 201       | Чернояровский сельсовет   |
| 10 | Жирнов            | посёлок | 305       | Степной сельсовет         |
| 11 | Западный          | посёлок | 196       | Степной сельсовет         |
| 12 | Заречное          | село    | ↘456      | Заречный сельсовет        |
| 13 | Зерновой          | посёлок | 261       | Яснополянский сельсовет   |
| 14 | Иртек             | село    | 223       | Болдыревский сельсовет    |
| 15 | Калинин           | посёлок | 897       | Калининский сельсовет     |
| 16 | Каменноимангулово | село    | 276       | Степановский сельсовет    |
| 17 | Кандалинцево      | село    | 262       | Калининский сельсовет     |
| 18 | Кинделя           | село    | ↘1250     | Кинделинский сельсовет    |
| 19 | Коммуна           | село    | 232       | Калининский сельсовет     |
| 20 | Криницы           | посёлок | 88        | Придолинный сельсовет     |
| 21 | Кузьминка         | село    | 218       | Трудовой сельсовет        |
| 22 | Курташка          | село    | 121       | Степановский сельсовет    |
| 23 | Луговое           | село    | 253       | Болдыревский сельсовет    |
| 24 | Майское           | село    | 222       | Благодарновский сельсовет |
| 25 | Мирошкино         | село    | 256       | Ранневский сельсовет      |
| 26 | Новокаменка       | село    | 630       | Новокаменский сельсовет   |
| 27 | Новосельное       | село    | 130       | Новокаменский сельсовет   |
| 28 | Плодопитомник     | посёлок | ↘108      | Ташлинский сельсовет      |
| 29 | Придолинный       | посёлок | 736       | Придолинный сельсовет     |
| 30 | Прокуроновка      | село    | 318       | Калининский сельсовет     |
| 31 | Пустобаево        | село    | 101       | Ранневский сельсовет      |
| 32 | Раннее            | село    | 638       | Ранневский сельсовет      |
| 33 | Солнечный         | посёлок | 409       | Яснополянский сельсовет   |
| 34 | Степановка        | село    | 460       | Степановский сельсовет    |
| 35 | Степной           | посёлок | 1170      | Степной сельсовет         |
| 36 | Ташла             | село    | ↗7352     | Ташлинский сельсовет      |
| 37 | Трудовое          | село    | 872       | Трудовой сельсовет        |
| 38 | Чеботарёвка       | село    | 149       | Чернояровский сельсовет   |
| 39 | Черноярово        | село    | 691       | Чернояровский сельсовет   |
| 40 | Чернышовка        | село    | 110       | Вязовский сельсовет       |
| 41 | Шестаковка        | село    | 279       | Шестаковский сельсовет    |
| 42 | Широкое           | село    | 230       | Новокаменский сельсовет   |
| 43 | Шумаево           | село    | 223       | Вязовский сельсовет       |
| 44 | Ясная Поляна      | посёлок | 760       | Яснополянский сельсовет   |

## Местное самоуправление
Должность главы района с 2004 года занимает Владимир Иванович Сусликов..
Председателем совета депутатов района является Абдулла Гарифович Маликов.

## Экономика
Агропромышленный комплекс является крупнейшим сектором экономики района. Ведущей его отраслью является земледелие. Общая площадь земельного фонда района составляет 344 049 гектаров, из них земли сельскохозяйственного назначения насчитывают 296 596 га.